# Gérard Mulumba Kalemba
Gérard Mulumba Kalemba (Kananga, 8 de julio de 1937-Kinsasa, 15 de abril de 2020) fue un obispo congoleño de la Iglesia católica. Fue tío del presidente de la República del Congo Félix Tshisekedi.

## Biografía
Nacido en Kananga, Mulumba Kalemba fue ordenado sacerdote en 1967. Fue nombrado obispo de Mweka en 1989, sirviendo hasta su retiro en 2017. Su hermano, Étienne Tshisekedi, y su sobrino, Félix Tshisekedi, ambos se desempeñaron como Presidente de la República Democrática del Congo. Desde 2019 ocupó el cargo de Jefe de la Casa Civil de Jefe de Estado.

## Muerte
El 15 de abril de 2020, durante la pandemia de coronavirus de la República Democrática del Congo, Mulumba Kalemba murió debido a COVID-19 en Kinshasa. Tenía 82 años.